# Niphargus cornicolanus
Niphargus cornicolanus is een vlokreeftensoort uit de familie van de Niphargidae. De wetenschappelijke naam van de soort is voor het eerst geldig gepubliceerd in 2004 door Ianilli & Vigna-Taglianti.